# Ol-Hanstjärnen, Hälsingland
Ol-Hanstjärnen är en sjö i Ljusdals kommun i Hälsingland och ingår i Ljusnans huvudavrinningsområde.